# 미츠야 유지
미츠야 유지(일본어: 三ツ矢 雄二 みつや ゆうじ[*], 1954년 10월 18일~)는 일본의 성우, 음향감독이다. 혈액형은 A형. 출신지는 아이치현 도요하시시이며 소속사는 미쓰야 프로젝트. 프로덕션 바오밥 설립맴버 중 한명이다. 현지 일본인들에게는 터치의 우에스기 타츠야의 성우로 매우 유명하다.

## 인물
- 10세 때부터 아역배우 활동을 시작하였으나, 성인이 된 직후 키가 너무 작은 것 때문에 오디션을 볼 때마다 반복해서 탈락하는 일 이후로 성우가 되었다.
- 하야시바라 메구미, 이노우에 카즈히코와 마찬가지로 후배들의 연기 지도에 굉장히 엄격한 성우로도 유명하다. 실제로 터치 녹음 당시 히로인 역이었던 히다카 노리코도 당시 주연 상대 배역이자 음향 스태프였던 미츠야에게 엄청나게 호된 연기지도를 받아야 했다. 실제로 인터뷰 등지에서 "젊은 성우들이란 다 똑같은 목소리다", "외화는 절대 더빙이 아니다. 더빙 성우들의 연기력 부족이 심각해서 배우들에게 미안할 지경이다." 라고 후배들을 향해 비판하는 발언을 할 정도로 기준이 높다는 평가가 많다.

## 출연작

### TV 애니메이션
- 콤바트라 V -아오이 효마
- 닌자 거북이 - 미켈란젤로
- 들장미 소녀 캔디 -아치
- 릴로 & 스티치 TV시리즈- 플리클리
- 성전사 단바인 -비비 포
- 빨간망토 차차 -소게스
- 스티치! 새로운 모험 - 플리클리
- 공중그네 -이라부 이치로
- 티몬과 품바 - 티몬
- 하우스 오브 마우스 - 티몬
- 스마일 프리큐어 - 조커
- 디지몬 크로스워즈 - 슈퍼스타몬
- 오즈 - 리온 앱스타인
- 뿅뿅요정 하니 - 원냅
- 토리코 - 그린패치
- 원피스 - 피카
- 시간탐험대 - 신도 하야토

### 애니메이션 영화
- 도라에몽 노비타와 철인병단 (미크로스)
- 올리버와 친구들-티토
- 릴로 & 스티치-플리클리
- 릴로 & 스티치 2-플리클리
- 리로이 & 스티치-플리클리
- 스티치 무비-플리클리
- 라이온 킹-티몬
- 라이온 킹 2-티몬
- 라이온 킹 1과½:하쿠나 마타타-티몬
- 몬스터 주식회사- 마이크 와조스키(예고편)
- 토이 스토리-렉스
- 토이 스토리 2-렉스
- 토이 스토리 3-렉스
- 구름처럼 바람처럼
- 극장판 짱구는 못말려: 격돌! 낙서왕국과 얼추 네 명의 용사들 - 마법사

### OVA
- 마물헌터 요코-마노 마도카